# Saint-Agnan (Tarn)
Saint-Agnan ist eine französische Gemeinde mit 295 Einwohnern (Stand: 1. Januar 2022) im Département Tarn in der Region Okzitanien (vor 2016 Midi-Pyrénées). Sie gehört zum Kanton Les Portes du Tarn und zum Arrondissement Castres. Die Bewohner nennen sich die Saint-Agnanais.
Sie grenzt im Westen an Garrigues und im Norden, im Osten und im Süden an Lavaur.

## Bevölkerungsentwicklung
| Jahr      | 1962 | 1968 | 1975 | 1982 | 1990 | 1999 | 2008 | 2015 |
| --------- | ---- | ---- | ---- | ---- | ---- | ---- | ---- | ---- |
| Einwohner | 147  | 116  | 104  | 86   | 112  | 161  | 225  | 235  |